# Ærø
Ærø is een eiland in de Deense regio Zuid-Denemarken met 5951 inwoners (2021) en een oppervlakte van 88 km².
Bestuurlijk vormt Ærø sinds 1 januari 2006 één gemeente, die eveneens Ærø heet. Daarvoor bestond het eiland uit de gemeenten Marstal en Ærøskøbing. Marstal is de grootste plaats op het eiland en Ærøskøbing is de historische hoofdplaats.
Ærø ligt ten zuiden van Funen en ten westen van Langeland aan de Kleine Belt. Het eiland beschikt niet over vaste oeververbindingen met andere eilanden of met het vasteland. De gemeentelijke rederij Ærøfærgerne onderhoudt veerverbindingen met Faaborg en Svendborg op Funen en Fynshav op Als.
Het eiland was oorspronkelijk deel van het hertogdom Sleeswijk. Na de tweede Duits-Deense Oorlog in 1864 werd het toegevoegd aan Denemarken in ruil voor onder meer de koninklijke enclaves die van Denemarken naar Sleeswijk, en daarmee naar Pruisen, gingen.

## Plaatsen in de gemeente
- Marstal
- Søby
- Bregninge
- Vindeballe
- Ommel
- Ærøskøbing

## Galerij

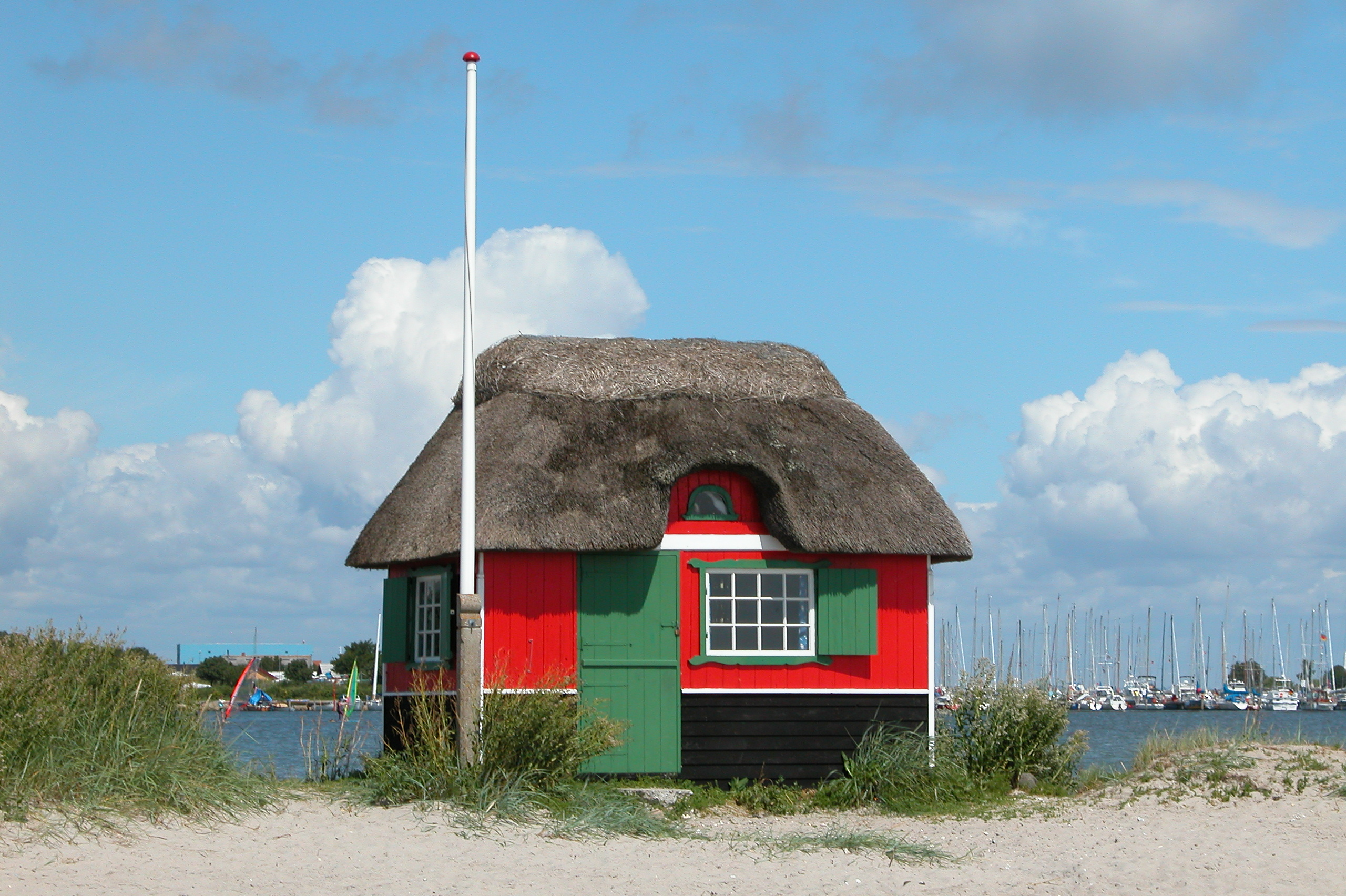
Strandhuisje in Ærø Hale bij Marstal
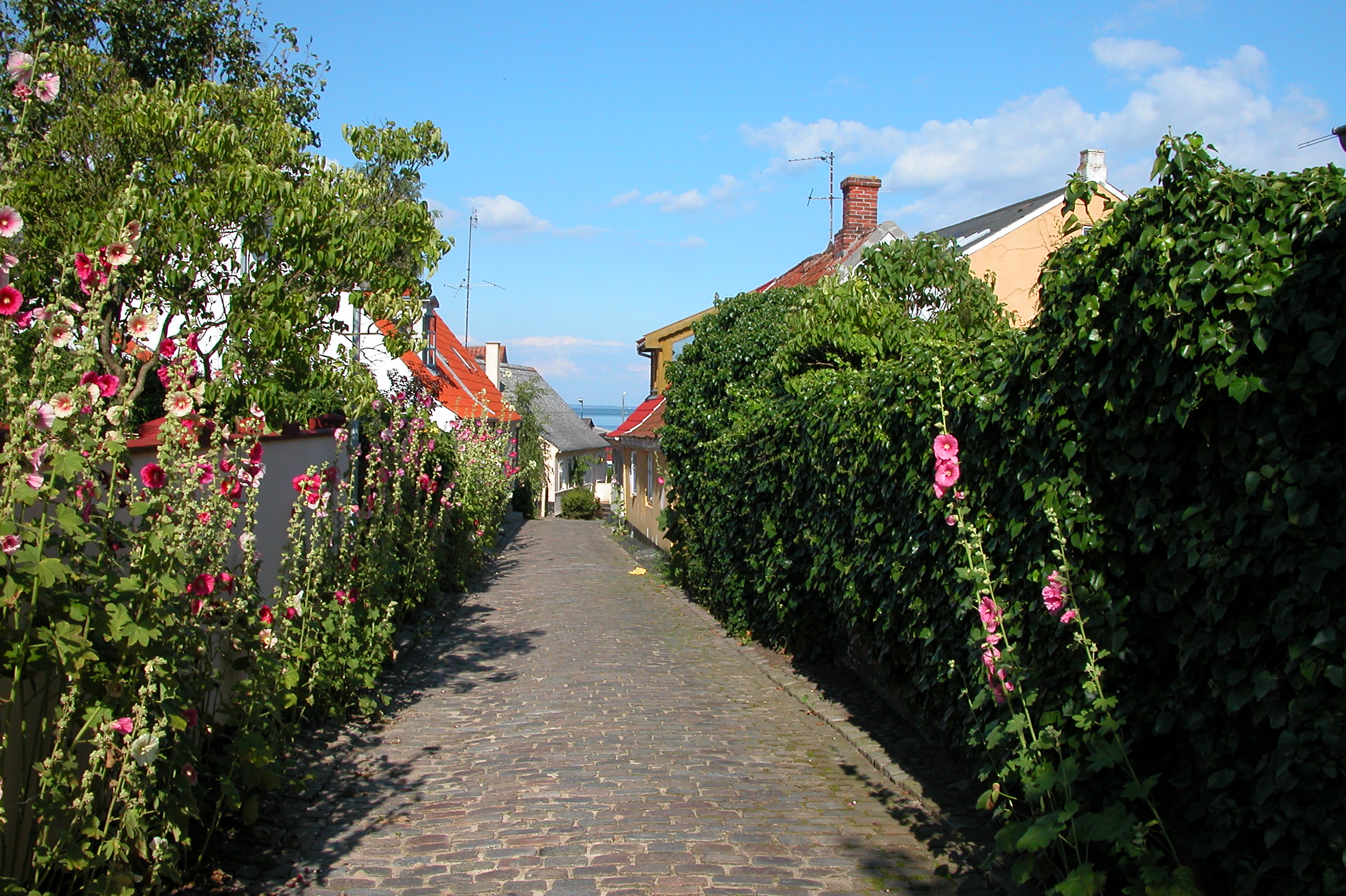
Marstal

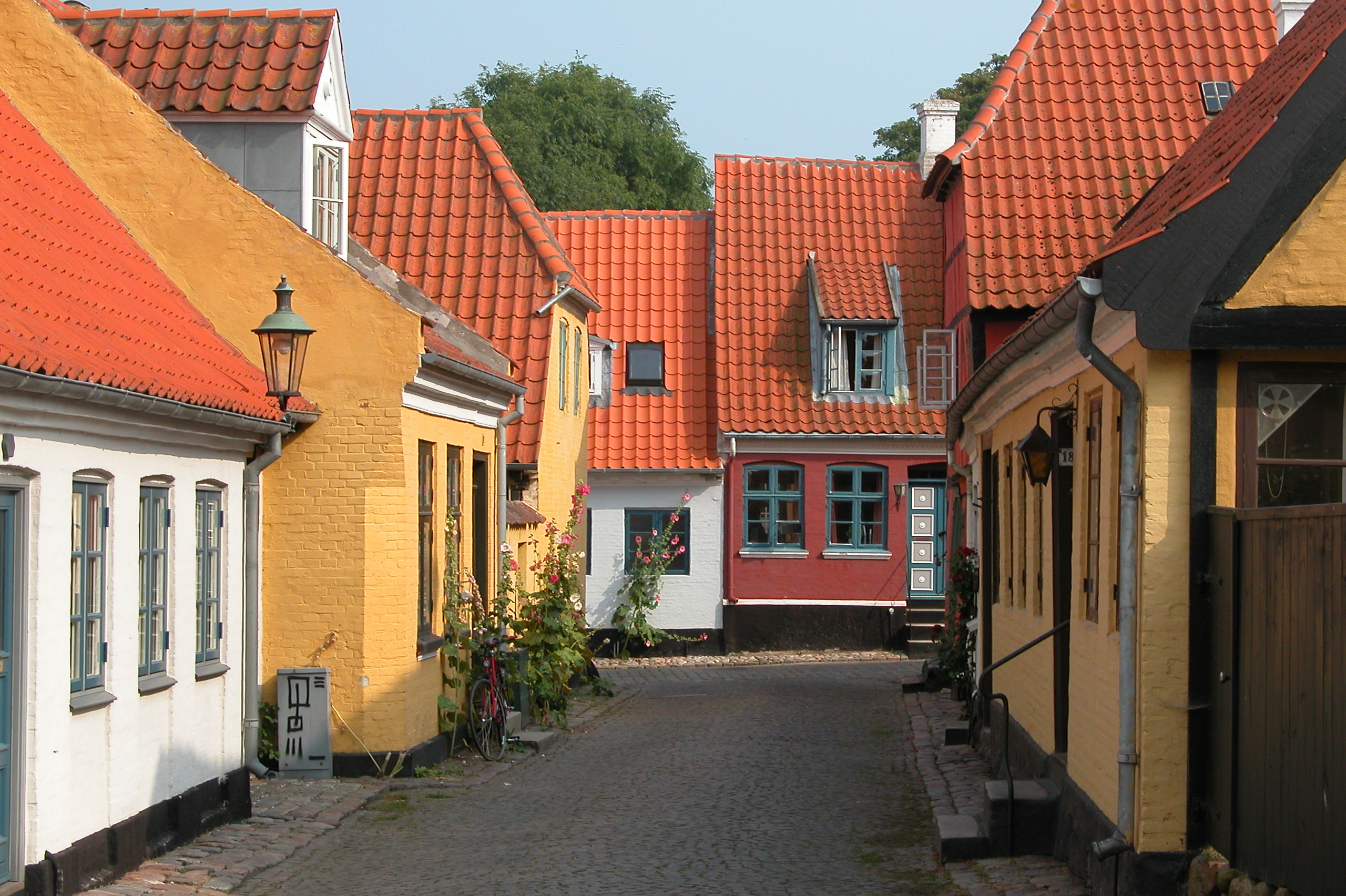
Ærøskøbing
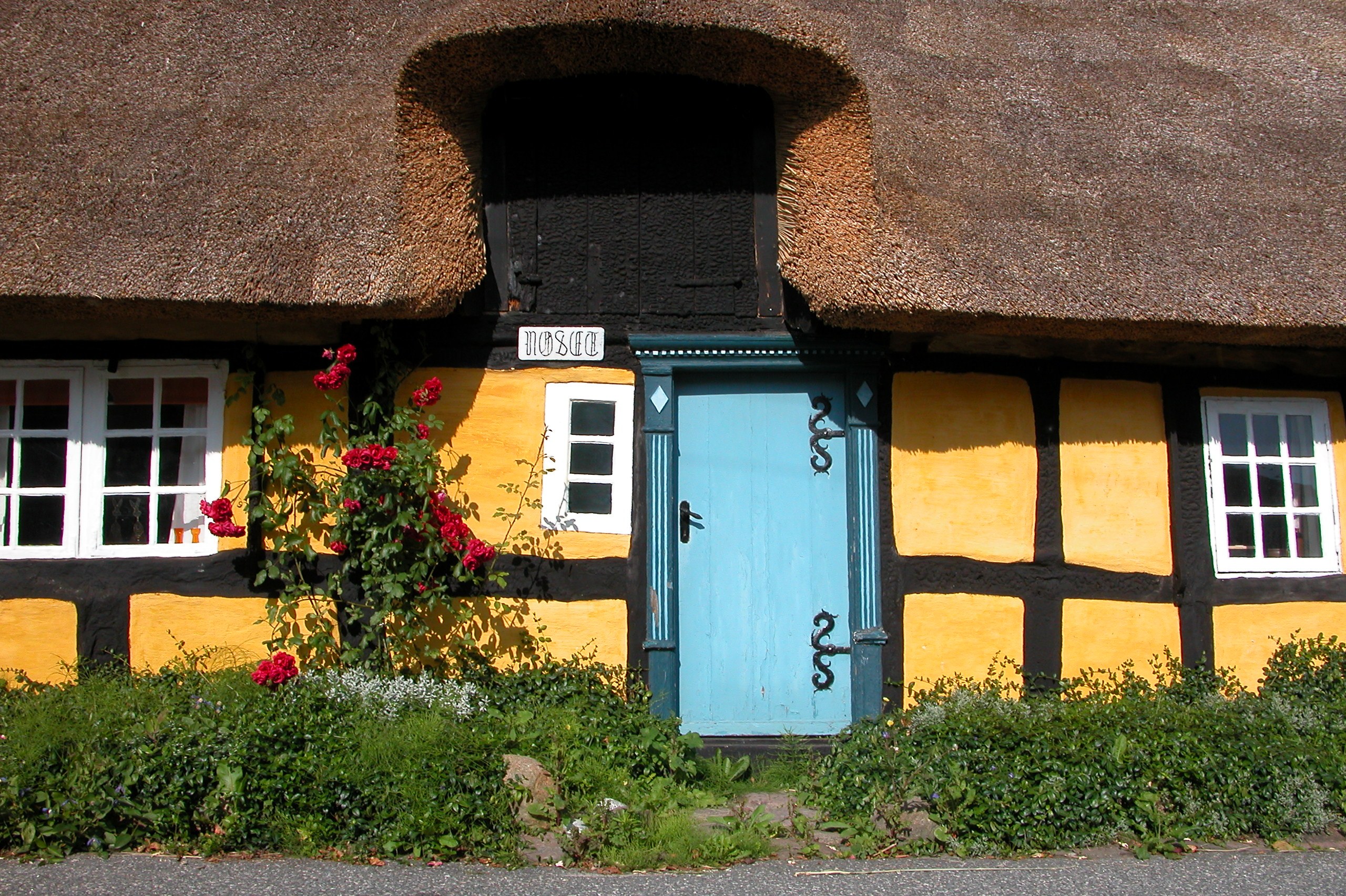
Ommel